# Peter Chen (Schauspieler)
Peter Chen ist ein US-amerikanischer Schauspieler, Drehbuchautor, Filmproduzent, Filmregisseur, Komiker und Synchronsprecher. Er wirkte in verschiedenen Funktionen hauptsächlich in Kurzfilmen mit. Für seine Leistungen wurde er mit einigen Preisen ausgezeichnet.

## Leben
Chen, der chinesischer Abstammung ist, studierte an der California State Polytechnic University, Pomona in Kalifornien. Er verließ die Universität 1983. Seit den 1990er Jahren tritt Chen als Schauspieler in Erscheinung, seit dem Jahr 2000 übernimmt er viele Funktionen eines Filmschaffenden (Drehbuch, Produktion, Regie).
Er ist Chief Executive Officer der Filmproduktionsfirma Absolutely American LLC.

## Filmografie

### Schauspieler
- 1991: Fortune Cookie (Kurzfilm)
- 1993: Tod im Spielzeugland (Dollman vs. Demonic Toys)
- 1994: Junior
- 2004: 50 erste Dates (50 First Dates)
- 2005: 24 (24 – Twenty Four) (Fernsehserie, 2 Episoden)
- 2005: How to Be a Hong Kong Superstar (Kurzfilm)
- 2006: Unfabulous (Fernsehserie, Episode 2x14)
- 2006: Duan Quan (Kurzfilm)
- 2008: White Tiger Yellow Tiger (Kurzfilm)
- 2008: The Dead Detective (Kurzfilm)
- 2008: The Sarah Silverman Program. (The Sarah Silverman Program.) (Fernsehserie, Episode 2x08)
- 2009: Soft Might (Kurzfilm)
- 2009: Absolutely American: A Comedy Heated Rally with Action
- 2009: Sick Puppy (Kurzfilm)
- 2009: Enter the Paper Tiger (Kurzfilm)
- 2010: Guerrilla Garden (Kurzfilm)
- 2010: The Event (Fernsehserie, Episode 1x06)
- 2011: Who's Actually Accepting? (Kurzfilm)
- 2011: Weeds – Kleine Deals unter Nachbarn (Weeds) (Fernsehserie, 2 Episoden)
- 2011: Who's Crazy (Kurzfilm)
- 2012: iCarly (Fernsehserie, Episode 6x01)
- 2012: Getting Home (Kurzfilm)
- 2013: Die Millers (The Millers) (Fernsehserie, Episode 1x10)
- 2013: Flabbergasted (Kurzfilm)
- 2014: Anastasia's Journey (Kurzfilm)
- 2014: Rake (Fernsehserie, Episode 1x04)
- 2014: Gott ist nicht tot (God’s Not Dead)
- 2015: Funny or Die: Gramedy 6 – Who's Going to Fix my Pool (Kurzfilm)
- 2015: Who's Both Sexy and Smart? (Kurzfilm)
- 2015: Eight Crazy Dates (Fernsehserie, Episode 1x03)
- 2016: My Claire (Kurzfilm)
- 2016: Mr. Bu Lee (Fernsehserie, Pilotfolge)
- 2016: Red String (Kurzfilm)
- 2016: Better Off (Kurzfilm)
- 2016: Banana to Papaya (Kurzfilm)
- 2016: Film Lab Presents (Fernsehserie, Episode 8x02)
- 2016: Who's Marrying? Gramedy 8 (Kurzfilm)
- 2017: Kimchi Taco (Kurzfilm)
- 2017: Who's she talking to? (Mini-Fernsehserie)
- 2018: Soft Makes More Might (Kurzfilm)
- 2018: Warfighter
- 2019: The Petal Pushers
- 2019: Waiting (Kurzfilm)
- 2020: Blue (Kurzfilm)

### Drehbuchautor
- 2008: White Tiger Yellow Tiger (Kurzfilm)
- 2009: Soft Might (Kurzfilm)
- 2009: Absolutely American: A Comedy Heated Rally with Action
- 2009: Enter the Paper Tiger (Kurzfilm)
- 2011: Who's Actually Accepting? (Kurzfilm)
- 2011: Who's Crazy (Kurzfilm)
- 2013: Doolittle Raiders Revisited (Kurzfilm)
- 2015: Funny or Die: Gramedy 6 – Who's Going to Fix my Pool (Kurzfilm)
- 2015: Who's Both Sexy and Smart? (Kurzfilm)
- 2016: Mr. Bu Lee (Fernsehserie, Pilotfolge)
- 2016: Better Off (Kurzfilm)
- 2016: Banana to Papaya (Kurzfilm)
- 2016: Film Lab Presents (Fernsehserie, Episode 8x02)
- 2016: Who's Marrying? Gramedy 8 (Kurzfilm)
- 2017: Who's she talking to? (Mini-Fernsehserie)
- 2018: Soft Makes More Might (Kurzfilm)

### Produktion
- 2000: Saving Face (Kurzfilm)
- 2008: White Tiger Yellow Tiger (Kurzfilm)
- 2009: Soft Might (Kurzfilm)
- 2009: Absolutely American: A Comedy Heated Rally with Action
- 2009: Saving Face: A True Documentary
- 2009: Enter the Paper Tiger (Kurzfilm)
- 2011: Who's Actually Accepting? (Kurzfilm)
- 2011: Who's Crazy (Kurzfilm)
- 2013: Doolittle Raiders Revisited (Kurzfilm)
- 2015: Funny or Die: Gramedy 6 – Who's Going to Fix my Pool (Kurzfilm)
- 2015: Who's Both Sexy and Smart? (Kurzfilm)
- 2016: Better Off (Kurzfilm)
- 2016: Banana to Papaya (Kurzfilm)
- 2016: Who's Marrying? Gramedy 8 (Kurzfilm)
- 2017: Isabellina (Kurzfilm)
- 2017: Who's she talking to? (Mini-Fernsehserie)
- 2018: Soft Makes More Might (Kurzfilm)

### Regie
- 2000: Saving Face (Kurzfilm)
- 2008: White Tiger Yellow Tiger (Kurzfilm)
- 2009: Soft Might (Kurzfilm)
- 2009: Absolutely American: A Comedy Heated Rally with Action
- 2009: Saving Face: A True Documentary
- 2009: Enter the Paper Tiger (Kurzfilm)
- 2011: Who's Actually Accepting? (Kurzfilm)
- 2011: Who's Crazy (Kurzfilm)
- 2013: Doolittle Raiders Revisited (Kurzfilm)
- 2015: Funny or Die: Gramedy 6 – Who's Going to Fix my Pool (Kurzfilm)
- 2015: Who's Both Sexy and Smart? (Kurzfilm)
- 2016: Better Off (Kurzfilm)
- 2016: Banana to Papaya (Kurzfilm)
- 2016: Film Lab Presents (Fernsehserie, Episode 8x02)
- 2016: Who's Marrying? Gramedy 8 (Kurzfilm)
- 2017: Isabellina (Kurzfilm)
- 2017: Who's she talking to? (Mini-Fernsehserie)
- 2018: Soft Makes More Might (Kurzfilm)

### Synchronsprecher
- 2010: Family Guy (Zeichentrickserie, Episode 8x11)